# Movimento 88
Il Movimento 88 (in armeno Շարժում 88, Sharzhoum 88) è un partito politico della repubblica dell'Artsakh (già repubblica del Nagorno Karabakh).
Forza politica di opposizione, si è presentata alle elezioni parlamentari del 2005 in alleanza con la Federazione Rivoluzionaria Armena: tale coalizione ottenne 14534 voti e tre seggi.. Successivamente perse la propria rappresentanza parlamentare.
Alle elezioni presidenziali del 2012 ha dato indicazione per votare Vitaly Balasanyan.
Alle elezioni del 2015 ha ottenuto due seggi.

## Risultati elettorali
|   | Elezione | Voti ottenuti prop. | % voti prop. | Seggi prop. | Seggi collegi | Totale seggi |
| - | -------- | ------------------- | ------------ | ----------- | ------------- | ------------ |
| 1 | 2015     | 4778                | 6,93%        | 2           | 0             | 2            |